# مطار بوست
مطار بوست (بالبشتوية: د بوست هوايي ډګر)‏(إياتا: BST، إيكاو: OABT) هو مطار يخدم اشكار جاه، وهي مدينة في مقاطعة هلمند في أفغانستان .

## شركات الطيران
| شركـات طيـران | الوجهات          |
| ------------- | ---------------- |
| كام إير       | مطار كابل الدولي |